# Itzhak Perlman
Itzhak Perlman (Tel Aviv, 31 de agosto de 1945) es un violinista israelí, considerado uno de los mejores y más famosos violinistas de la segunda mitad del siglo XX.

## Comienzos
Contrajo poliomielitis a los cuatro años, por lo que más adelante se vio en la necesidad de utilizar muletas para poder desplazarse, y por ello toca el violín sentado. Padece además sinestesia, y fue entrevistado para Tasting the Universe por Maureen Seaberg sobre esa curiosa afección, que permite oír los colores y ver la música. Estudió en la Academia de Música de Tel Aviv antes de mudarse a los Estados Unidos, donde se presentó a la audiencia estadounidense en el programa de Ed Sullivan en 1958. A los 13 años ingresó en la Juilliard School, en la que estudió con Iván Galamián y Dorothy DeLay. Debutó en el Carnegie Hall como solista en 1963. En 1964, ganó la preciada Leventritt Competition, con lo que empezaría una prominente carrera.

## Carrera profesional

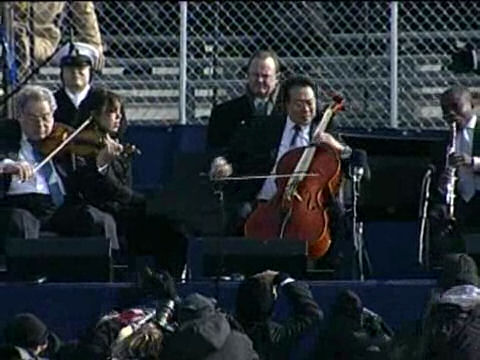
Itzhak Perlman (violin), Gabriela Montero (piano), Yo-Yo Ma (violonchelo) y Anthony McGill (clarinete) interpretan la obra de John Williams Air and Simple Gifts en la ceremonia de inauguración del presidente de EEUU Barack Obama, 2009.

### Presentaciones internacionales
Pronto Perlman comenzó a hacer muchas giras, además de aparecer con orquestas prestigiosas, en festivales y recitales en muchos países. En noviembre de 1987, trabajó con la Orquesta Filarmónica de Israel en una serie de conciertos en ciudades de Polonia (Varsovia) e Israel. Su primera visita en mayo y abril de 1990 a la Unión Soviética, durante la cual realizó un recital solista y una interpretación con orquesta, registró una audiencia numerosa en Leningrado y en Moscú. En diciembre de 1994, viajó con la Orquesta Filarmónica de Israel a China y a la India.[cita requerida]
En diciembre de 1990, visitó la Unión Soviética por segunda vez para participar en una presentación de gala en Leningrado con la que se celebraba el 150 aniversario del nacimiento de Piotr Ilich Chaikovski. El concierto, en el cual participaron también Yo-Yo Ma, Jessye Norman y Yuri Temirkánov, este último al frente de la Filarmónica de Leningrado, se televisó en Europa y transmitió al resto del mundo en video.[cita requerida]
En diciembre de 1993, visitó la ciudad de Praga, en la República Checa, para interpretar una gala con obras de Antonín Dvořák en compañía de Yo-Yo Ma, Frederica von Stade, Rudolf Firkušný y la Orquesta Sinfónica de Boston, dirigida por Seiji Ozawa. Este concierto también se televisó y más tarde, en 1994, se publicó en disco compacto y VHS.[cita requerida]
Ha realizado otras grabaciones, y desde los años 1970 comenzó a aparecer en programas norteamericanos como The Tonight Show, Plaza/Barrio Sésamo y el show de David Letterman, además de tocar en la Casa Blanca. Fue el violín solista de la película La lista de Schindler, donde interpretó música del compositor John Williams, lo que lo hizo acreedor a un Óscar por mejor música. Su última grabación para bandas sonoras fue la de la película Memorias de una geisha, junto a Yo-Yo Ma y John Williams.[cita requerida]
Además de tocar y grabar música clásica, también toca jazz y klezmer. Recientemente[¿cuándo?] ha comenzado a dirigir, tomando el puesto de director invitado en la Orquesta Sinfónica de Detroit. Ha sido laureado con varios honores, incluyendo los del Centro Kennedy en el 2003.[cita requerida]
Su versión de los 24 caprichos de Niccolo Paganini es una de sus grabaciones más conocidas.[cita requerida]
Aparte de su labor como intérprete, a veces, con su colega Pinchas Zukerman, da clases privadas y clases magistrales de violín y música de cámara. Actualmente ocupa la posición que antes tenía su maestra Dorothy DeLay (ya fallecida), en la escuela de música Juilliard.[cita requerida]
Reside en Nueva York con su esposa Toby, quien también es violinista profesional. Tienen cinco hijos: Noah, Navah, Leora, Rami (quien pertenece a la banda de rock Something for Rockets) y Ariella. En 1995, él y su esposa fundaron el Perlman Music Program en Shelter Island, Nueva York, con el que ofrece cursos de residencia de verano a músicos jóvenes que estudian música de cámara.

### Grabaciones y colaboraciones
Las grabaciones de Perlman aparecen regularmente en las listas de Best-Sellers, lo que le han valido ganar 15 premios Grammy. Además ha realizado grabaciones conjuntas con otros compositores e intérpretes famosos como John Williams, Daniel Barenboim, Jacqueline du Pré, y los directores Zubin Mehta, Seiji Ozawa y el Cuarteto Juilliard (Juilliard String Quartet). 
Durante gran parte de su vida ha luchado contra la discriminación de personas con problemas de integración social y a favor de sus derechos.
El 20 de enero de 2009, Perlman participó en la inauguración presidencial de Barack Obama, interpretando junto a los músicos Yo-Yo Ma, Gabriela Montero y Anthony McGill la obra Air and Simple Gifts, una composición de John Williams.

## Instrumentos
Perlman toca el violín Soil Stradivarius de 1714, que fue propiedad de Yehudi Menuhin y es considerado uno de los mejores violines fabricados por Antonio Stradivari en su "periodo dorado." Perlman también toca el Guarneri del Gesu 1743 'Sauret'  y el Carlo Bergonzi de 1740 'ex-Kreisler'.

## Orquestas con las que se ha presentado
Perlman cuenta con una larga lista de apariciones en varias orquestas de los Estados Unidos y Europa. Ha dirigido, además, algunas apariciones conmemorativas en eventos en Medio Oriente.
- Orquesta Filarmónica de la Ciudad de México
- Orquesta Filarmónica de Berlín
- Orquesta de Cámara de St. Paul
- Orquesta de Cámara de Nueva York
- Orquesta Filarmónica de Boston
- Orquesta Filarmónica de Dallas
- Orquesta Filarmónica de Detroit
- Orquesta Filarmónica de Filadelfia
- Orquesta Filarmónica de Israel
- Orquesta Filarmónica de Leningrado
- Orquesta Filarmónica Nacional de San Francisco
- Orquesta Sinfónica de Praga
- Orquesta Sinfónica de Chicago
- Orquesta Sinfónica de Houston
- Orquesta Sinfónica de Cámara de Inglaterra
- Orquesta Sinfónica de Cámara de Israel
- Orquesta Filarmónica de Los Ángeles
- Orquesta Sinfónica Simón Bolívar

## Premios y reconocimientos
Itzhak Perlman ha obtenido cuatro premios Emmy, el más reciente por el PBS documentary Fiddling for the Future, una película sobre el programa Perlman Summer Music Program, asociación que él mismo dirige. El anterior Emmy le fue entregado por su dedicación al Klezmer Music (música klezmer), otro programa de su autoría.
Ha recibido, además, reconocimientos por parte de las universidades: Universidad de Harvard, Universidad Yale, Universidad Brandeis, Universidad Roosevelt, Universidad Yeshivá y Universidad Hebrea de Jerusalén.
Leventritt Competition - Ganador (1964)
Medalla de la Libertad  - Entregada por el presidente Ronald Reagan, 1986
Medalla Nacional de las Artes - Entregada por el presidente Bill Clinton en 2000
Premio Grammy por la mejor interpretación de música de cámara
- Daniel Barenboim & Itzhak Perlman por Brahms: The Three Violin Sonatas (1991)

- Vladimir Ashkenazy, Lynn Harrell e Itzhak Perlman por Beethoven: The Complete Piano Trios (1988)

- Vladimir Ashkenazy, Lynn Harrell e Itzhak Perlman por Tchaikovsky: Piano Trio in A Minor (1982)

- Itzhak Perlman y Pinchas Zukerman por Music for Two Violins (Moszkowski: Suite for Two Violins/Shostakóvich: Duets/Prokófiev: Sonata for Two Violins) (1981)

- Itzhak Perlman & Vladimir Ashkenazy por Beethoven: Sonatas for Violin and Piano (1979)

Premio Grammy por Mejor Interpretación Solista Instrumental (con Orquesta)
Premio Grammy por Mejor Interpretación Instrumental como Solista (sin orquesta)
Premio Grammy por Mejor Álbum de Música Clásica
Premio Grammy por Mejor Álbum con Arreglos, Música Clásica
Kennedy Center Honors en 2003

## Discografía
- Bach, Sonatas & Partitas - Itzhak Perlman, 1988 EMI
- Bach, Violin Concertos - Daniel Barenboim/English Chamber Orchestra/Israel Philharmonic Orchestra/Itzhak Perlman, 2003 EMI
- Bach: Arias for Soprano and Violin - Itzhak Perlman/John Nelson/Kathleen Battle/Orchestra Of St Luke's, 1991 Deutsche Grammophon
- Bartók/Shostakovich/Prokófiev: Works for Two Violins - Itzhak Perlman/Pinchas Zukerman, 1996 EMI
- Beethoven, Son. vl. y p. n. 5, 9 - Perlman/Ashkenazy, 1973/1974 Decca - Grammy Award for Best Chamber Music Performance 1979
- Beethoven, The Complete Violin Sonatas - Itzhak Perlman/Vladimir Ashkenazy, 1977 Decca
- Beethoven: Violin Concerto - Itzhak Perlman/Philharmonia Orchestra/Carlo Maria Giulini, 1981 EMI
- Beethoven, Piano Trios - Perlman/Harrell/Ashknazy, EMI - Grammy Award for Best Chamber Music Performance 1988
- Berg Stravinsky, Violin Concertos/Violinkonzerte - Perlman/Boston Symphony Orchestra/Ozawa, Deutsche Grammophon – (Grammy) 1981
- Berg Ravel Stravinsky, Conc. vl./Tzigane/Conc. vl. - Perlman/Ozawa/Mehta, Deutsche Grammophon
- Bernstein: Serenade - Barber: Violin Concerto - Foss: Three American Pieces - Itzhak Perlman/Boston Symphony Orchestra/Seiji Ozawa, EMI
- Brahms Franck, Trío corno/Son. vl. - Tuckwell/Perlman/Ashkenazy, 1968 Decca
- Brahms, Double Concerto - Perlman/Rostropovich/Haitink/Concertgebouw Orchestra, 1980 Angel Records – (Grammy) 1981
- Brahms, The 3 Violin Sonatas - Barenboim/Perlman, SONY BMG - Grammy Award for Best Chamber Music Performance 1991
- Brahms, Violin Concerto In D, Op. 77 - Perlman/Chicago Symphony Orchestra/Giulini, 1977 His Master's Voice/EMI – Grammy Award 1979
- Chausson: Concerto in D Major for Violin, Piano and String Quartet, Op. 21 - Jorge Bolet/Juilliard String Quartet/Itzhak Perlman, 1983 SONY BMG/CBS
- Debussy: Violin Sonata, Cello Sonata - Ravel: Piano Trío - Itzhak Perlman/Lynn Harrell/Vladimir Ashkenazy, 1995 Decca
- Dvorák: Violin Concerto - Romance - Daniel Barenboim/Itzhak Perlman/London Philharmonic Orchestra, 1975 EMI
- Elgar, Violin Concerto • Violinkonzert - Perlman/Chicago Symphony Orchestra/Barenboim, 1982 Deutsche Grammophon – (Grammy) 1983
- Fauré Strauss, R.: Son. vl. e pf. n. 1/Son. vl. op. 18 - Perlman/Ax, 2015 Deutsche Grammophon
- Khachaturian: Violin Concerto & Meditation - Israel Philharmonic Orchestra/Itzhak Perlman/Zubin Mehta, EMI
- Korngold & Goldmark: Violin Concertos - Itzhak Perlman/André Previn/Pittsburgh Symphony Orchestra, EMI
- Lalo: Symphony espagnole - Saint-Saëns: Violin Concerto n.º 3 - Daniel Barenboim/Itzhak Perlman/Orchestre de Paris, 1981 Deutsche Grammophon
- Mendelssohn: Piano Trios, Op. 49 & Op. 66 - Emanuel Ax/Yo-Yo Ma/Itzhak Perlman, 2010 Sony
- Mendelssohn & Bruch - Violin Concertos - Itzhak Perlman/Bernard Haitink, 1984 EMI
- Mozart, Conc. vl. n. 1, 5/Adagio K.261/Rondò n. 1-2 - Perlman/Levine/WPO, 1982/1985 Deutsche Grammophon
- Mozart, Conc. vl. n. 1-5/Son. vl. complete/Sinf. concertante K. 364/Concertone K. 190 - Perlman/Levine/Zukerman/WPO, 1982/1985 Deutsche Grammophon
- Mozart, Violin Concertos Nos 2 & 4 - Perlman/Levine/Vienna Philharmonic Orchestra, Deutsche Grammophon - (Grammy) 1988
- Mozart, Son. vl. e pf. compl. - Perlman/Barenboim, Deutsche Grammophon
- Mozart, Son. vl. e pf. K. 376, 377/Var. - Perlman/Barenboim, Deutsche Grammophon
- Mozart: Sinfonia concertante, K. 364 - Israel Philharmonic Orchestra/Itzhak Perlman/Pinchas Zukerman/Zubin Mehta, 1985 Deutsche Grammophon
- Paganini: 24 Caprices - Itzhak Perlman, EMI
- Paganini & Giuliani: Duos for Violin and Guitar - Itzhak Perlman/John Williams, 1976 SONY BMG/CBS
- Prokófiev: Violin Concertos Nos. 1 & 2 - Sonata for 2 Violins - Itzhak Perlman/BBC Symphony Orchestra/Gennadi Rozhdestvensky, EMI
- Saint-Saëns Wieniawski, Conc. vl. n. 3/Conc. vl. n. 2 - Perlman/Barenboim/Orch. París, Deutsche Grammophon
- Saint-Saëns: Introduction & Rondo capriccioso; Havanaise - Sarasate: Carmen Fantasy - Chausson: Poème - Ravel: Tzigane - Itzhak Perlman/New York Philharmonic/Zubin Mehta, 2012 Deutsche Grammophon
- Shostakovich Glazunov, Violin Concertos - Perlman/Israel Philharmonic Orchestra/Mehta, EMI - (Grammy) 1991
- Chaikovski: Violin Concerto - Itzhak Perlman/Philadelphia Orchestra/Eugene Ormandy, 1979 Angel Records/ EMI
- Chaikovski: Piano Trío - Itzhak Perlman/Lynn Harrell/Vladimir Ashkenazy, EMI
- Chaikovski & Shostakovich: Violin Concertos - Ilya Gringolts/Israel Philharmonic Orchestra/Itzhak Perlman, 2002 Deutsche Grammophon
- Chaikovski & Sibelius: Violin Concertos - Itzhak Perlman/Boston Symphony Orchestra/Erich Leinsdorf, RCA/BMG
- Vivaldi, Quattro stagioni - Perlman/Stern/Mintz/Mehta, Deutsche Grammophon
- Vivaldi, The Four Seasons - Perlman/London Philharmonic Orchestra, 1976 Angel Records/EMI - (Grammy) 1978
- Vivaldi Bach Mozart, Quattro stagioni/Conc. BVW 1043/Sinf. concertante K. 364 - Perlman/Stern/Mintz/Mehta, 1982 Deutsche Grammophon
- Perlman, Virtuoso favourites (Sarasate/Chausson/Saint-Saëns/Ravel) - Mehta/NYPO, 1986 Deutsche Grammophon
- Perlman, The Original Jacket Collection - Itzhak Perlman/Erich Leinsdorf/André Previn/Juilliard String Quartet/Pittsburgh Symphony Orchestra/Isaac Stern/London Symphony Orchestra/Boston Pops Orchestra/Vladimir Ashkenazy/Jorge Bolet/Boston Symphony Orchestra/New York Philharmonic/Daniel Barenboim/Harold Hagopian/Lynn Harrell/Zubin Mehta/Pinchas Zukerman/John Williams, 1966/1969 Sony BMG
- Perlman Zukerman, Play Music For Two Violins (Moszkowski: Suite For Two Violins/Shostakóvich: Duets/Prokófiev: Sonata for Two Violins) - 1980 Angel/EMI - Grammy Award for Best Chamber Music Performance 1981
- Stern, 60th Anniversary Celebration - Stern/Perlman/New York Philharmonic/Zukerman/Mehta, 1981 CBS/SONY BMG - (Grammy) 1982
- Chaikovski, Piano Trío - Perlman/Harrell/Ashkenazy, EMI - Grammy Award for Best Chamber Music Performance 1982
- The American Album: Bernstein Barber Foss - Boston Symphony Orchestra/Perlman/Ozawa, 1995 EMI - (Grammy) 1996
- The Spanish Album, Perlman - EMI - Grammy Award for Best Instrumental Soloist Performance (without orchestra) 1981
- Memoirs of a Geisha (banda sonora)/Memorie di una geisha (film), con Yo-Yo Ma (John Williams), 2005 SONY BMG
- Cinema Serenade - Itzhak Perlman/John Williams/Pittsburgh Symphony Orchestra, 1997 SONY BMG
- Cinema Serenade II - "The Golden Age" - Boston Pops Orchestra/Itzhak Perlman/John Williams, 1999 SONY BMG
- Schindler's List (banda sonora) - 1993 Geffen
- Hero (Music from the Original Soundtrack)/Hero (film 2002) - Itzhak Perlman/Kodo/Tan Dun, 2002 SONY BMG
- Side By Side - Itzhak Perlman & Oscar Peterson, 1994 Telarc
- Klezmer 2 - Live in the Fiddler's House - Itzhak Perlman, 1996 EMI
- Joplin: The Easy Winners & Other Rag-Time Music - Previn: A Different Kind of Blues - Itzhak Perlman, 2009 EMI
- Domingo and Perlman - Together - Itzhak Perlman/New York Studio Orchestra/Plácido Domingo/Jonathan Tunick, 1991 EMI
- Perlman, Todas las grabaciones para Deutsche Grammophon - Zukerman/Barenboim/Mehta/Ashkenazy/Mintz, 1968/2001 Deutsche Grammophon

## Filmografía
- 1999 - Fantasia 2000 (Presentando Pinos de Roma)